# Лятошинка
Лятошинка — татарское село в Старополтавском районе Волгоградской области.
Административный центр и единственный населённый пункт Лятошинского сельского поселения.
Село расположено на левом берегу реки Еруслан в 21 км севернее села Старая Полтавка.
В средней школе 83 учащихся (2011/12). Есть клуб и библиотека.

## История
Упоминается в 1840 году в связи с заселением села татарами.
Село относилось к Салтовской волости Новоузенского уезда Самарской губернии. Согласно Списку населённых мест Самарской губернии 1910 года село населяли бывшие государственные крестьяне, татары, магометане, всего 703 мужчины и 763 женщины. В селе имелись мечеть, училище «мектебе», водяная мельница.
До 1948 года преподавание в школе велось на татарском языке. 

## Население
Динамика численности населения по годам:
| 1859 | 1889 | 1897 | 1910 | 1987 | 2002 |
| ---- | ---- | ---- | ---- | ---- | ---- |
| 493  | 954  | 1093 | 1466 | ≈670 | 676  |

| 2010 | 2012 | 2013 | 2014 | 2015 | 2016 | 2017 |
| ---- | ---- | ---- | ---- | ---- | ---- | ---- |
| 632  | ↘621 | ↘615 | ↘592 | ↘588 | ↘573 | ↘555 |
| 2018 | 2019 | 2020 | 2021 |      |      |      |
| ↗556 | ↘548 | ↘541 | ↘536 |      |      |      |

| 2010 | 2012 | 2013 | 2014 | 2015 | 2016 | 2017 |
| ---- | ---- | ---- | ---- | ---- | ---- | ---- |
| 632  | ↘621 | ↘615 | ↘592 | ↘588 | ↘573 | ↘555 |
| 2018 | 2019 | 2020 | 2021 |      |      |      |
| ↗556 | ↘548 | ↘541 | ↘536 |      |      |      |

Жители преимущественно татары (95 %) (2002).

## Религия
Мечети
- Мечеть